# Rüdiger Schmitt-Beck
Rüdiger Schmitt-Beck (* 27. Oktober 1956 in Landau in der Pfalz) ist ein deutscher Politologe.

## Leben
Er erwarb das Diplom in Soziologie, Psychologie und Politikwissenschaft an der Universität Mannheim (1981), den Dr. phil. in Mannheim (1989) und die Habilitation an der Universität Mannheim (1999). Seit 2008 ist er Professor (W3) für Politikwissenschaft, insbesondere Politische Soziologie an der Universität Mannheim.

## Schriften (Auswahl)
- Die Friedensbewegung in der Bundesrepublik Deutschland : Ursachen und Bedingungen der Mobilisierung einer neuen sozialen Bewegung. 1990.
- Politische Kommunikation und Wählerverhalten. Ein internationaler Vergleich. Wiesbaden 2000, ISBN 3-531-13526-0.
- mit Sigrid Roßteutscher, Harald Schoen, Bernhard Weßels und Christof Wolf: The changing German Voter, Oxford University Press, 2022.
- Wählen in Deutschland, Nomos Verlag, Baden-Baden 2012.

Festschrift
- Thorsten Faas u. a. (Hrsg.): Informationsflüsse, Wahlen und Demokratie. Festschrift für Rüdiger Schmitt-Beck (= Studien zur Wahl- und Einstellungsforschung, Bd. 35). Nomos, Baden-Baden 2023, ISBN 978-3-7560-0800-1.